# Schweizerische Physikalische Gesellschaft
Die Schweizerische Physikalische Gesellschaft (SPG) ist eine um 1920 gegründete Interessenvertretung der Schweizer Physikerinnen und Physiker. Mit rund 1200 Mitgliedern bildet sie den grössten Teil der Schweizer Akademie der Wissenschaften. Die SPG ist darüber hinaus das nationale Mitglied der Schweiz in der Europäischen Physikalischen Gesellschaft. Aktueller Präsident ist seit 2017 Hans Peter Beck.
Die SPG vergibt jedes Jahr drei Preise für herausragende physikalische Forschung im Bereich der allgemeinen Physik, der angewandten Physik und der Festkörperphysik, die jeweils mit 5000 SFr dotiert sind. Im Jahre 2005 wurde zusätzlich ein Preis im Bereich „Weltraumwissenschaften“ verliehen.
Die SPG wurde im Jahr 1908 im Kanton Glarus gegründet.